# Rhede (Adelsgeschlecht)

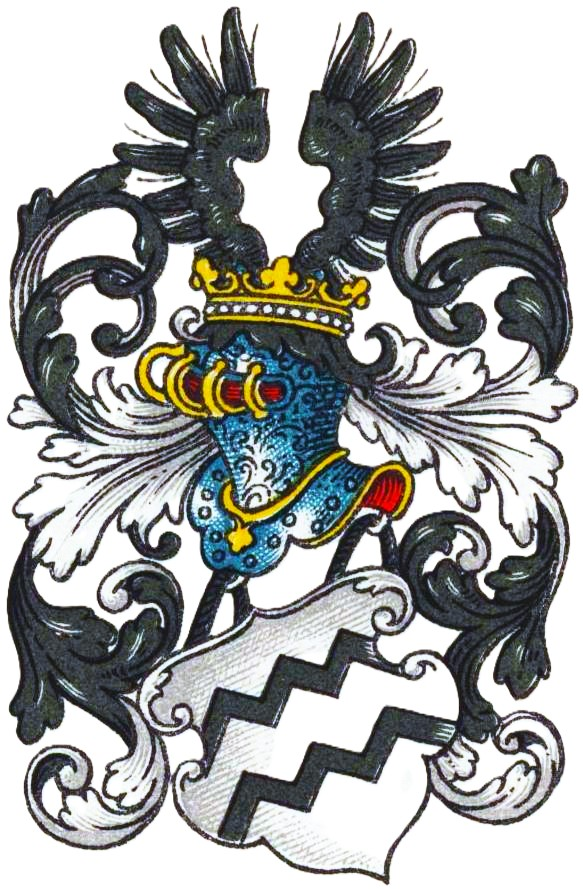
Wappen derer von Reede im Wappenbuch des Westfälischen Adels

Rhede, auch Rede, Reede, Rheede oder Rhete, ursprünglich Rethe geschrieben, ist ein westfälisch-niederländisch-irisches Adelsgeschlecht.
Die Familie ist zu unterscheiden von dem emsländischen Adelsgeschlecht Rehden, den märkischen und schlesischen Adelsgeschlechtern Redern, dem niedersächsischen Uradelsgeschlecht Reden sowie dem hildesheimischen Adelsgeschlecht Rheden.

## Geschichte
Wohl abzuleiten vom Begriff „red“ bzw. „rét“ für Schilfrohr (‚Reet‘), somit auf eine sumpfige Niederung (Ried) hinweisend, taucht der Name „Rethi“ erstmals um das Jahr 1050 in den Urbaren der Abtei Werden auf. Dort bezeichnet er die damalige Bauerschaft und heutige Stadt Rhede bei Bocholt im Westmünsterland.

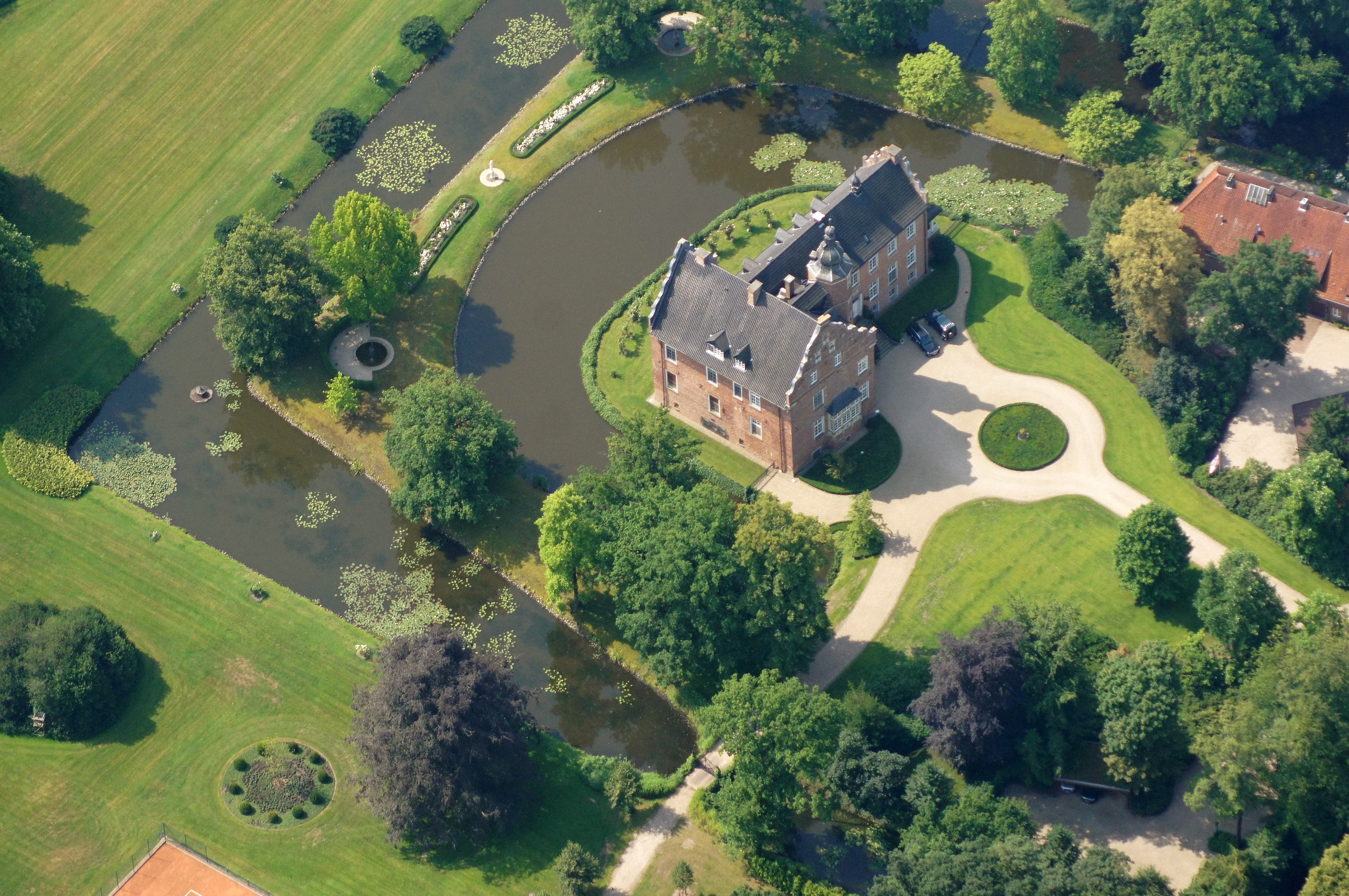
Das heutige Schloss Rhede (Luftbild) markiert den Standort der Burg Rhede als Stammsitz des Adelsgeschlechts Rhede.

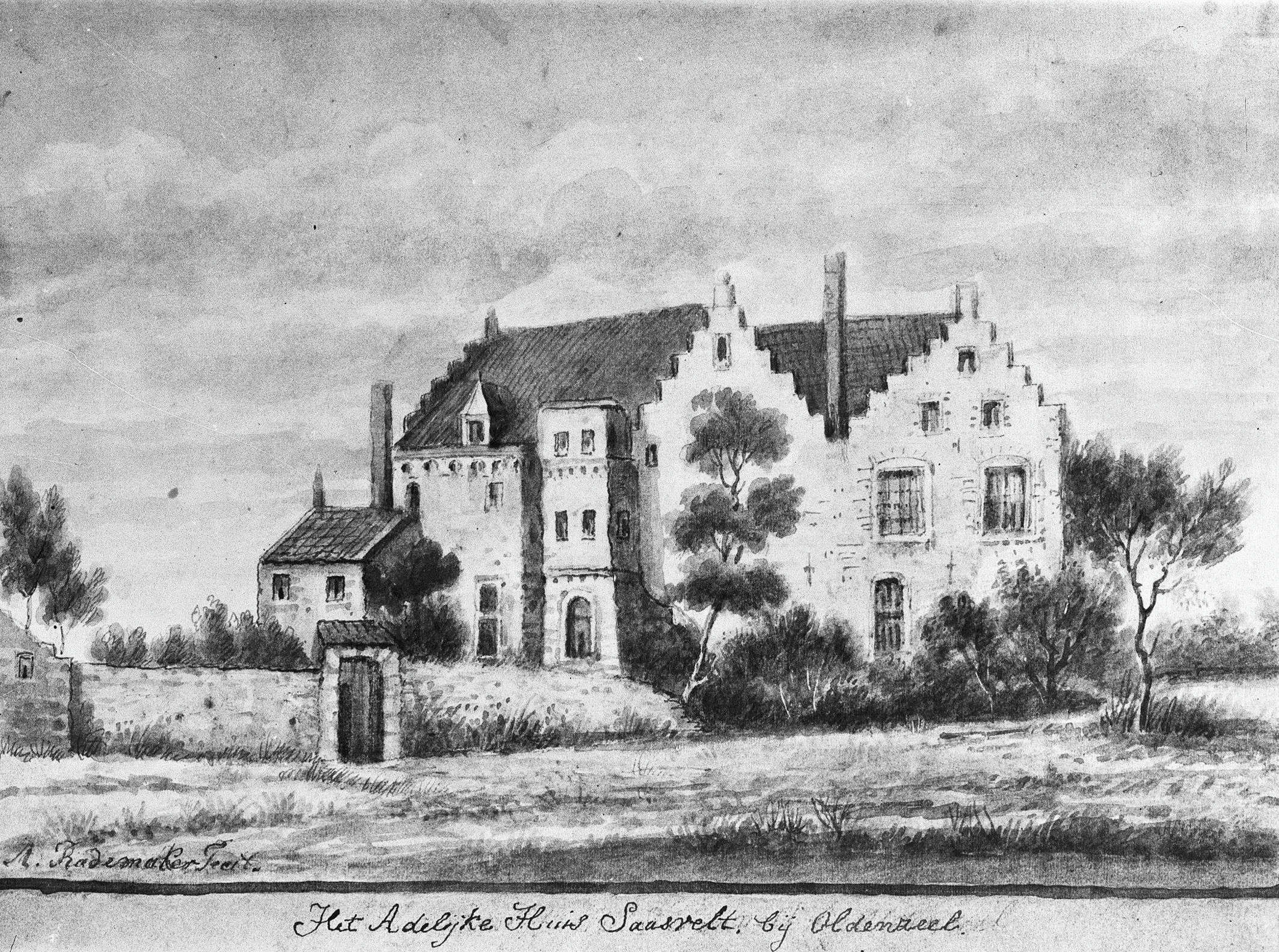
Das Huis Saasveld (auch Schloss Saterslo genannt, 1818 abgerissen) wurde unter Bernt von Rede im 14. Jahrhundert neuer Herrensitz des Geschlechts, ehe 1557 durch den Ritter Goert van Reede (1516–1585) das Schloss Amerongen diese Rolle übernahm.

Im ersten Viertel des 13. Jahrhunderts finden sich in Urkunden Mitglieder eines Adelsgeschlechts, das sich nach dem Dorf Rhede „de Rethe“ oder „van Rethe“ nannte. Diese Ritterfamilie führte im Siegel zwei, drei- oder viermal eckig nach oben geschobene, schwarze Zickzack-Balken, so zuerst der münsterische Domherr Johannes von Rhede (1256), dann dessen Bruder, der Ritter Gerlach Bitter von Rethe (1260, 1276), ferner der Ritter Heinrich von Rethe (1296) und dessen Sohn, der Knappe Werner von Rethe (1300, 1304). Der Historiker Jodocus Hermann Nünning bezeichnete die Herren von Rhede als eines der ältesten Adelsgeschlechter der Gegend. Nach Anton Schmeddinghoff sollen sie bereits lange vor dem Jahr 1100 in Rhede ansässig gewesen sein. Als einer der ersten Vertreter der Familie ist der Ritter Werner de Rethe in Urkunden des Bistums Münster aus den Jahren 1223 bis 1236 als Laienzeuge, Ministeriale und Lehnsmann erwähnt, so auch 1231 in einer Urkunde des münsterschen Bischofs Ludolf von Holte. Der in bischöflichen Urkunden ab 1234 auftauchende münstersche Domherr Heinrich von Rhede könnte ein Bruder dieses Ritters gewesen sein. Ein gleichnamiger Sohn jenes Ritters, Werner von Rhede, wurde 1273 als Domherr von Münster erwähnt. Gut greifbar ist ein Ritter Gerlach de Rethe genannt Bitter, der in vielen Urkunden der Jahre 1249 bis 1281 erscheint und mit zahlreichen Adelsfamilien vernetzt war, etwa mit der Familie Münster.
Die ursprünglich unabhängige Dynastie, die wie andere Geschlechter von den Bischöfen von Münster mediatisiert wurde, besaß – teilweise als Allod – eine Reihe von Höfen, nicht bloß in der Gegend von Rhede, sondern auch in Brünen und Winterswijk. Von ihrem Herrensitz, der Burg Rhede, übten sie das Jagdrecht auf Hirsche, Rehe und Wildschweine aus, welches dort im letzten Viertel des 14. Jahrhunderts auf ihre Nachfolger überging, die Herren von Rhemen, die im 16. Jahrhundert das heutige Schloss Rhede erbauten. Mit den Herren von Lohn und Gemen teilte sie sich den Besitz der Mark bei Burlo. Gemeinsam mit den Herren von Gemen betätigte sich das Haus Rhede als Markenrichter in der Rheder Bauerschaft Krommert, in den Bauerschaften Hoxfeld, Rhedebrügge, Grütlohn und Marbeck des Kirchspiels Borken bzw. in der Homer Mark. Als Eigenkirche gründeten die Herren von Rhede – in Abpfarrung von der Mutterkirche St. Georg in Bocholt – zu Beginn des 12. Jahrhunderts die Rheder Pfarre St. Gudula. Noch im 14. Jahrhundert besaßen sie das Vogteirecht über den Kirchsprengel zu Rhede, ehe sie es 1338 an das Stift Varlar veräußerten. Mit den Klosterherren von Varlar lieferten sich die Herren von Rhede einen Streit um das Kirchenpatronat zu Rhede, den Bischof Otto II. von Lippe 1249 zugunsten des Klosters entschied.
1323 oder 1324 ließ Bischof Ludwig von Hessen die Burg Rhede zerstören, wahrscheinlich deshalb, weil sich der Knappe Werner von Rhede (1300–1336) in einer Fehde dem Sohn des Grafen von Geldern, Rainald II., angeschlossen hatte. Jener Werner von Rhede griff auch den alten Patronatsstreit mit Varlar wieder auf. Im Laufe des 14. Jahrhunderts büßten die Herren von Rhede ihre Bedeutung zunehmend ein, verbunden mit einem Prozess des Verlustes und der Zersplitterung ihres Besitzes.

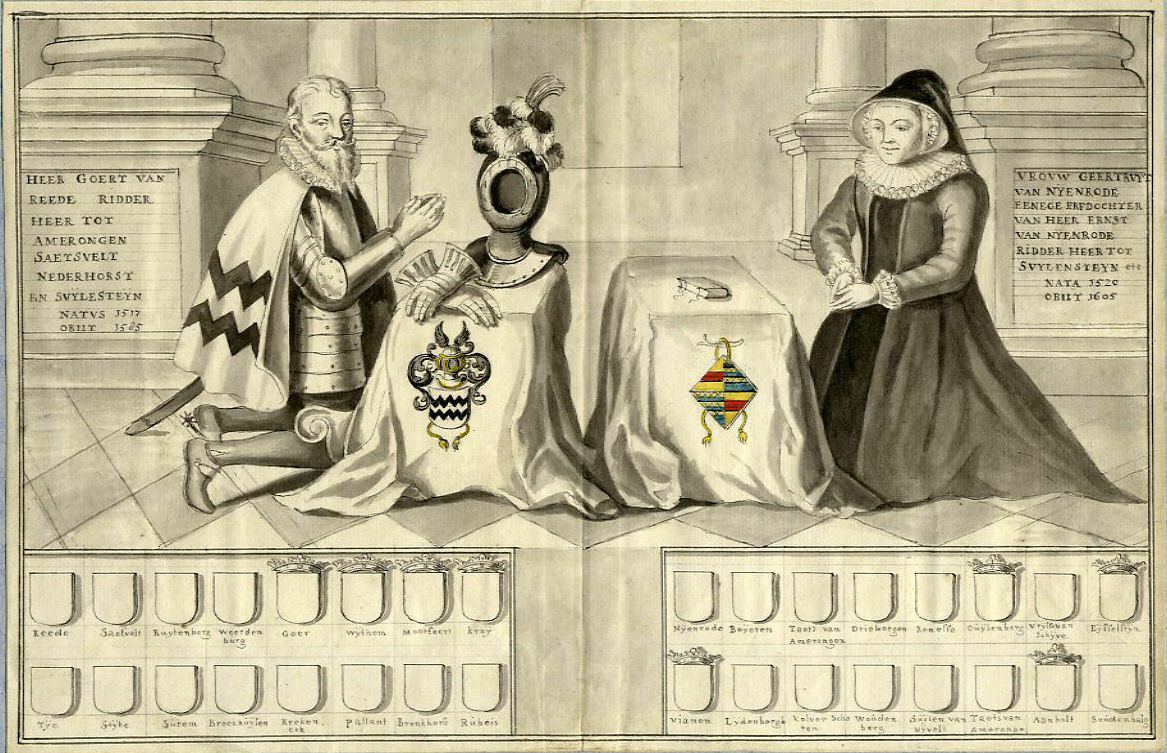
Doppelporträt des Ritters Goert van Reede (1516–1585) mit seiner Ehefrau Geertruid van Nijenrode tot Zuylenstein (1525–1605), der Erbtochter des Utrechter Bürgermeisters und Ritters Ernst van Nijenrode (1489–1558), Vorzeichnung eines Ölgemäldes auf Schloss Amerongen

Bernt von Rede (Berend van Reede), der 1385 Soldelina (Aleke, Alheyt), die Erbtochter von Godeke van Saterslo bzw. Goert (Godert) von Saesfeld (auch Saasfeld oder Saasveld), geheiratet hatte und in einer Verkaufsurkunde von 1395 zuletzt in Westfalen erwähnt wurde, siedelte zu seiner Ehefrau nach Saterslo in die Herrschaft Overijssel hinüber, wo er Ahnherr des niederländischen Zweigs des Hauses Rhede wurde. In militärischen Auseinandersetzungen focht er für den Utrechter Bischof Friedrich von Blankenheim. Bernts Nichte Catharina hatte 1375 Everd (Everhard) von Rhemen geheiratet und so die Standesherrschaft Rhede in den Besitz der Herren von Rhemen gebracht. Mit Goert (Godart) van Reede (1516–1585), einem Urenkel Bernts, welcher 1581 zur Wahrung standesherrlicher Interessen die Unabhängigkeitserklärung der Vereinigten Niederlande maßgeblich mitinitiierte, waren Angehörige dieser Linie seit 1557 auf Schloss Amerongen in der Provinz Utrecht ansässig. Im selben Jahr wurde dessen zum Protestantismus konvertierte Familie in die Ritterschaft von Overijssel und Utrecht aufgenommen. Mit Friedrich von Rhede, Heinrich von Rhede, Wilhelm Friedrich von Rhede, Johann Heinrich von Rhede, Johann Plechelm von Rhede und Joachim Adrian von Rhede wurden katholische Sprösslinge des niederländischen Zweigs, der sich auf Gut Brandlecht in der Grafschaft Bentheim niedergelassen hatte, erneut münstersche Domherren. Aus der dortigen Familie stammte auch Bernhard Wilhelm von Rhede, der von 1704 bis 1721 Großprior von Deutschland des Johanniterordens und Reichsfürst von Heitersheim war.

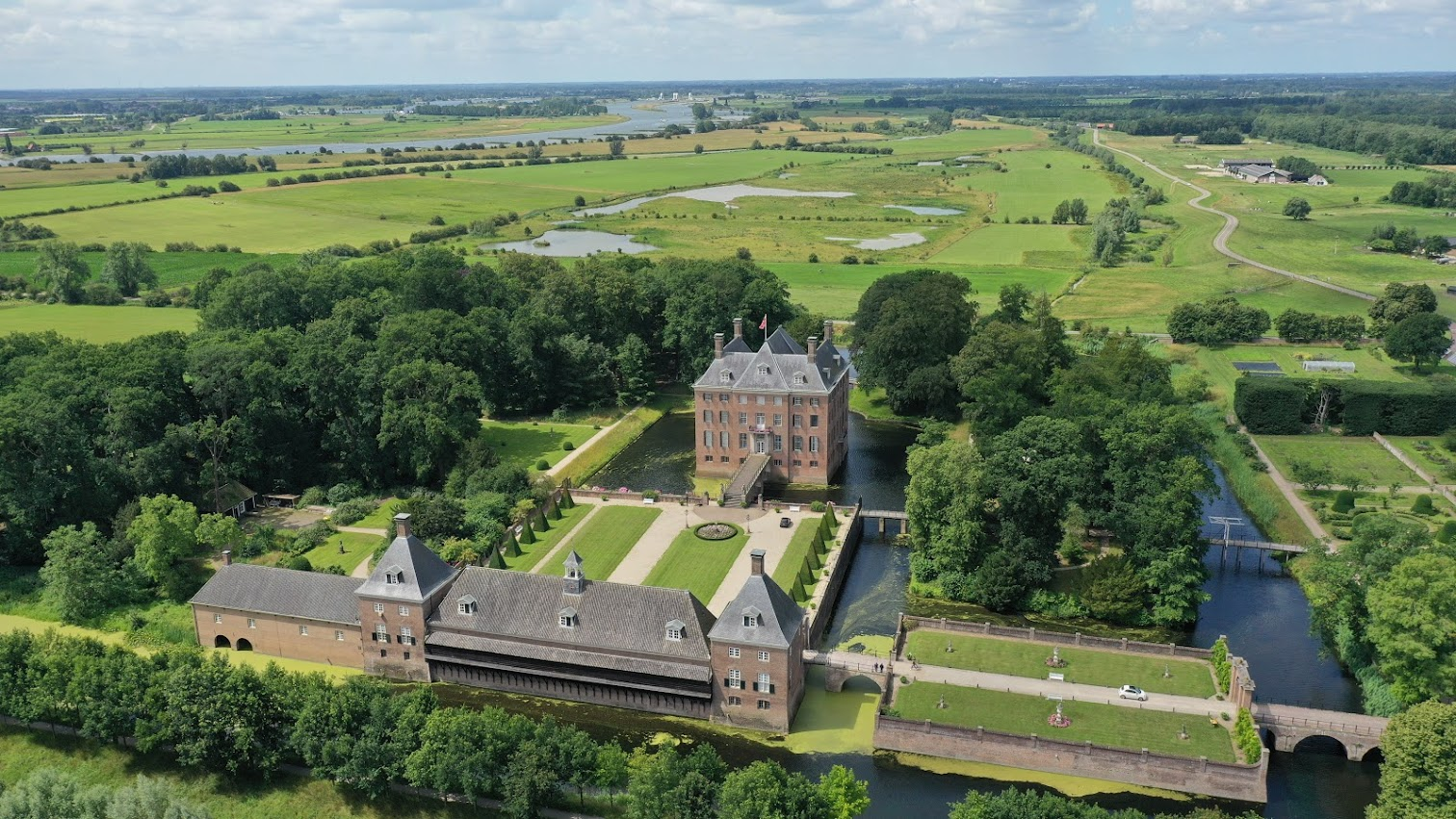
Das unter Godard Adriaan van Rheede (1621–1691) bis 1680 wiederaufgebaute Schloss Amerongen blieb bis in die zweite Hälfte des 19. Jahrhunderts im Familienbesitz.

In Gestalt von Godart van Reede stieg ein weiteres Familienmitglied in den Rang eines niederländischen Staatsmanns auf. Als Gesandter der Generalstaaten für die Provinz Utrecht unterschrieb jener am 30. April 1648 den Frieden von Münster. Dessen Neffe Hendrik Adriaan van Rheede tot Draakenstein wurde 1684 Generalkommissar der Niederländischen Ostindien-Kompanie. Mit dem Diplomaten Godard Adriaan van Rheede (1621–1691), der als niederländischer Gesandter an verschiedenen europäischen Höfen wirkte und der nach dem Rampjaar 1672 bis 1680 das zerstörte Schloss Amerongen wiederaufbauen ließ, wurde am 25. Mai 1671 ein Familienmitglied in den dänischen Freiherrenstand erhoben. Dessen Sohn Godert de Ginkell, 1. Earl of Athlone beschritt unter Wilhelm III. von Oranien und John Churchill, 1. Duke of Marlborough eine bedeutende Militärkarriere. Frederick de Ginkell, 5. Earl of Athlone (1766–1810), wurde am 25. September 1790 als „Graf von Reede“ vom Reichsvikar, dem Kurfürsten Karl Theodor von Pfalz-Bayern, in den Reichsgrafenstand aufgenommen. Mit William de Ginkell, 9. Earl of Athlone, starb der britisch-irische bzw. reichsgräfliche Zweig des Hauses Rhede am 21. Mai 1844 aus. Als Earls of Athlone und Barons Aghrim hatten seine Vertreter der Peerage of Ireland mit Sitz im Irish House of Lords angehört. Eine Erhebung in den niederländischen Grafenstand erfuhr am 17. März 1822 der Orangist und spätere Staatsminister Willem Frederik van Reede, der 1815 als niederländischer Generalmajor in der Armee von Arthur Wellesley, 1. Duke of Wellington an der Schlacht bei Waterloo teilgenommen hatte.

## Wappen
Die zwei Zickzack-Balken des Hauses Rhede finden sich nicht nur im Wappen der ehemaligen Gemeinde Altrhede und der heutigen Stadt Rhede, sondern auch im Wappen der Oudtshoorn Local Municipality in Südafrika. Dort erinnert das Symbol an Pieter van Reede van Oudtshoorn (1714–1773), den 10. Gouverneur der niederländischen Kapkolonie, einen Spross des niederländischen Zweiges des Adelsgeschlechtes Rhede, dessen Nachfahren unter den Buren in Südafrika siedelten.

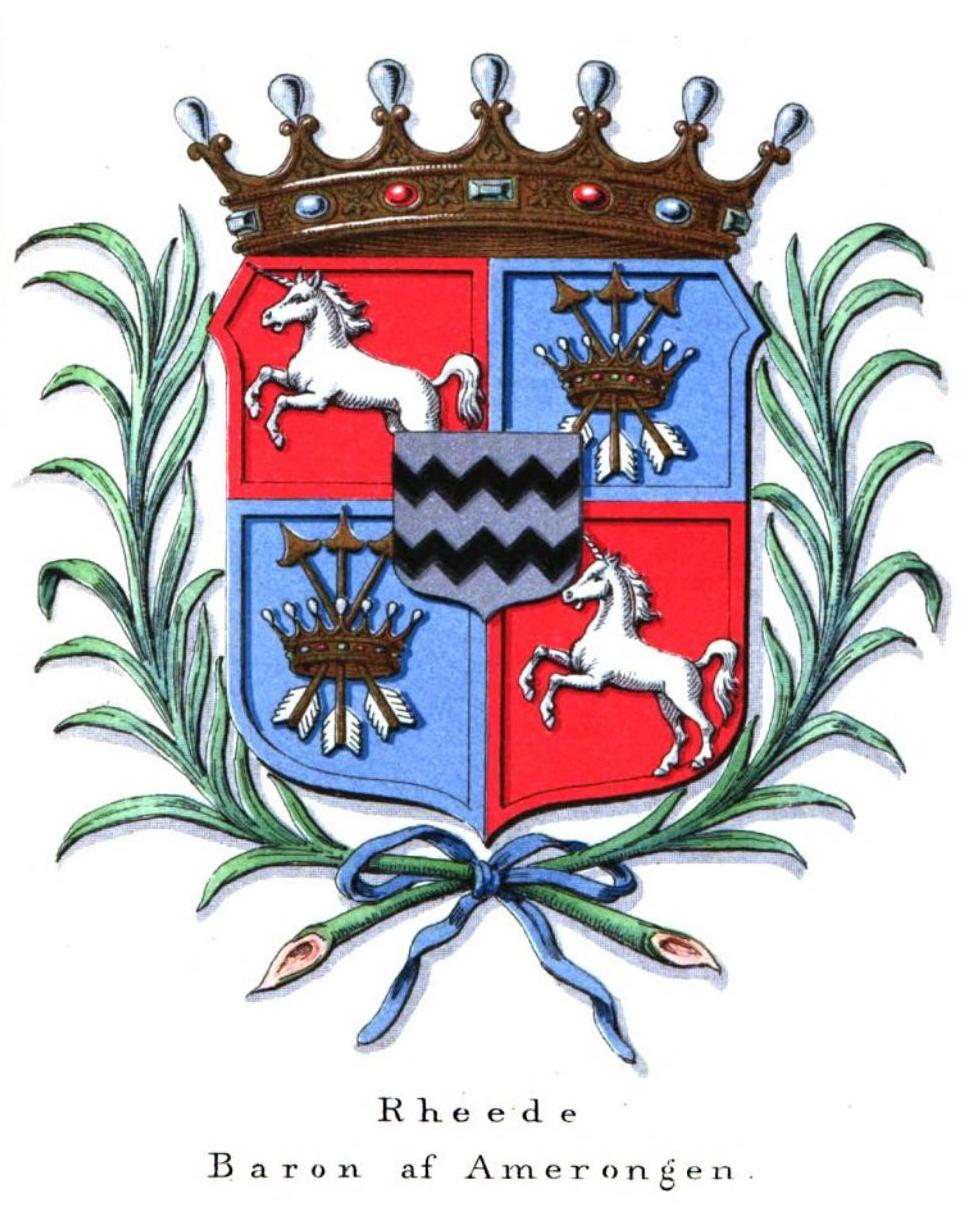
Freiherrliches Wappen der niederländischen Familie van Rheede zu Amerongen
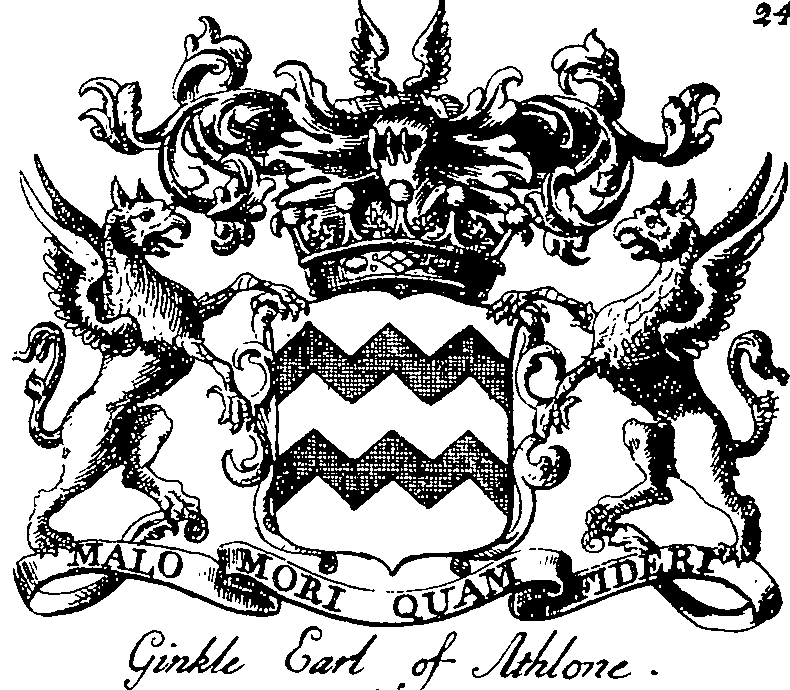
Wappen der Earls of Athlone (mit fehlerhaftem Wappenspruch)
Gräfliches Wappen der niederländischen Familie van Reede
Wappen der Gemeinde Altrhede
Wappen der Stadt Rhede
Wappen der Oudtshoorn Local Municipality